# Greatest Hits (2Pac-album)
2Pac Greatest Hits dupla CD-jét halála után 1998-ban adták ki, itt jelent meg a Changes című szám.

## Számok
1. CD:
1. "Keep Ya Head Up" – 4:23
2. "2 of Amerikaz Most Wanted" (Featuring Snoop Dogg) – 4:07
3. "Temptations" – 5:02
4. "God Bless the Dead [#]" (Featuring Stretch) – 4:22
5. "Hail Mary" – 5:12
6. "Me Against the World" – 4:39
7. "How Do U Want It" (Featuring K-Ci and Jojo) – 4:48
8. "So Many Tears" – 3:58
9. "Unconditional Love [#]" – 3:59
10. "Trapped" – 4:45
11. "Life Goes On" – 5:02
12. "Hit 'Em Up" (Featuring Outlawz) – 5:12

2. CD:
1. "Troublesome 96'" – 4:36
2. "Brenda's Got a Baby" – 4:54
3. "I Ain't Mad at Cha" (Featuring Danny Boy) – 4:19
4. "I Get Around" (Featuring Digital Underground) – 3:54
5. "Changes [#]" – 4:29 – Hangminta (halott link)
6. "California Love [Original Version]" (Featuring Dr. Dre) – 4:45
7. "Picture Me Rollin" (Featuring Danny Boy & Big Syke) – 5:15
8. "How Long Will They Mourn Me?" – 3:52
9. "Toss It Up" (Featuring K-Ci and Jojo & Danny Boy) – 4:43
10. "Dear Mama" – 4:40
11. "All Bout U" (Featuring Dru Down, Nate Dogg & Outlawz) – 4:33
12. "To Live & Die in LA" – 4:33
13. "Heartz of Men" – 4:41

## Hangminta
Hangminta (halott link)